# Taeniophyllum pusillum
Taeniophyllum pusillum là một loài thực vật có hoa trong họ Lan. Loài này được (Willd.) Seidenf. & Ormerod miêu tả khoa học đầu tiên năm 1995.